# سم فندر
سم فندر (انگلیسی: Sam Fender؛ زادهٔ ۲۵ آوریل ۱۹۹۴) خواننده-ترانه‌پرداز، آهنگساز، و گیتارنواز اهل بریتانیا است. وی از سال ۲۰۱۳ میلادی تاکنون مشغول فعالیت بوده‌است. وی به خاطر صدای تنور و لهجه جوردی شناخته می‌شود. 
وی در سال ۲۰۱۸ یکی از صداهای سال به انتخاب بی‌بی‌سی بود و اولین ئی‌پی وی پسران مرده برنده جایزه منتخب منتقدان در جوایز بریت شد. اولین آلبوم وی موشک‌های مافوق صورت (آلبوم) در چارت بریتانیا به رتبه یک رسید. آلبوم دوم وی با نام هفده‌ساله و در حال غرق شدن در اکتبر ۲۰۲۱ منتشر شد و باز به رتبه یک در جارت بریتانیا رسید. در سال ۲۰۲۲ وی برنده جایزه بهترین اجرای آلترناتیو/راک بریتانیایی در جوایز بریت شد.